# کائو لی
کائو لی (انگلیسی: Cao Lei؛ زادهٔ ۲۴ دسامبر ۱۹۸۳) وزنه‌بردار اهل چین است.
وی در مسابقات کشوری و بین‌المللی در مجموع برندهٔ ۶ مدال طلا، ۲ مدال نقره شده‌است.